# Louis Paul Boon: Het vergeefse van de droom.
Louis Paul Boon: Het vergeefse van de droom (Jos Muyres, SUN/Kritak 1999, 157 blz.) is de meest recente inleiding in leven, werken en studie van de Vlaamse schrijver Louis Paul Boon. De auteur is een specialist op Boongebied en promoveerde op het proefschrift De Kapellekensbaan groeit (Uitgeverij Plantage, Leiden 1995), over het ontstaan van het tweeluik De Kapellekensbaan en Zomer te Ter-Muren.

## Inhoud
Het boek is onderverdeeld in de volgende vijf hoofdstukken:
- Leven en werk (p. 9-36)
- Levensbeschouwing en literatuuropvatting (p. 37-63)
- Beschrijving van de werken (p. 64-114)
- Ontvangst van de werken (p. 115-149)
- Bibliografie

De bibliografie bevat niet alleen een opsomming van Boons werken, maar ook van de belangrijkste studies over hem.